# Fenilbutirato de sodio
El fenilbutirato de sodio es un medicamento  utilizado frecuentemente en el tratamiento de los trastornos del ciclo de la urea. A su vez, es un medicamento huérfano que está indicado en los trastornos del ciclo de la urea, ya que permite reducir las concentraciones plasmáticas elevadas de amoníaco y de glutamina, y supone el seguimiento de por vida del tratamiento, a menos que se opte por un trasplante hepático.
Los trastornos del ciclo de la urea son enfermedades metabólicas hereditarias que derivan de una anomalía cualitativa o cuantitativa de una de las 6 enzimas que participan en la síntesis de la urea y que conducen a la acumulación de amoníaco en el organismo. Los déficit de 5 de las 6 enzimas, tienen transmisión autosómica recesiva
y afectan con la misma frecuencia a niñas y a niños, tanto en la fase neonatal como en la fase tardía. Los heterocigotos son clínicamente asintomáticos.
El déficit de ornitina transcarbamilasa se transmite por el cromosoma X y, por ello, todos los niños varones que hayan recibido el cromosoma mutado son homocigotos para la anomalía y presentan síntomas clínicos cuya gravedad depende de la actividad residual. 
En cuanto a las niñas heterozigotas, alrededor del 17% manifiestan signos clínicos análogos a los observados en los niños de presentación tardía a causa de la inactivación aleatorizada de unos de los cromosomas X en cada hepatocito.
El tratamiento de los trastornos del ciclo de la urea se basa en un principio esencial: luchar contra la acumulación de amoníaco, ya sea reduciendo la producción del exceso de nitrógeno o bien depurándolo.

## Farmacología
Los estudios in vitro han permitido demostrar que el fenilbutirato y el fenilacetato interfieren en un determinado número de reacciones enzimáticas:
- Inhibición de la mevalonato decarboxilasa, con una consiguiente disminución de la síntesis de colesterol y de los poliprenoles.

- Inhibición de la colina acetiltransferasa, que puede interferir en la transmisión colinérgica.

- Inhibición de la Na/K ATPasa, que puede afectar a los intercambios de sodio y potasio en el túbulo proximal del riñón y del músculo cardíaco.

- Inhibición de la histona deacetilasa, con un aumento considerable de la transcripción de determinados genes.

- Inhibición de las dopa y 5-hidroxitriptófano decarboxilasas.

- Consumo de CoA para formar el fenilacetil CoA, lo que reduce la cantidad de acetilCoA disponible para la síntesis de los ácidos grasos y los esteroles.

Algunas de estas interferencias explican los efectos del fenilbutirato y fenilacetato sobre:
- El crecimiento y la diferenciación celulares que se inhiben, lo que justifica su utilización como agentes anticancerígenos.

- El desarrollo cerebral observado en un modelo de fenilcetonuria.

## Farmacodinámica
El fenilbutirato de sodio es un profármaco que se betaoxida en fenilacetato (compuesto metabólicamente activo) en el hígado y en el riñón. Este compuesto se conjuga enseguida con la glutamina para formar la fenilacetilglutamina que se excreta en la orina.
La capacidad del fenilbutirato de sodio para depurar el nitrógeno en pacientes con trastornos del ciclo de la urea y que reciben una dieta baja en proteínas ha sido sometida a diversos estudios que demuestran que:
- Del 80 al 100% de la dosis de fenilbutirato administrada, se encuentra en la orina en forma de fenilacetilglutamina.

- 1 g de fenilbutirato administrado por vía oral puede depurar de 0,12 a 0,15 g de nitrógeno, es decir, aproximadamente la cantidad de nitrógeno contenida en 1 g de proteína. A diferencia de la urea, cuya formación en la persona sana va en función de la cantidad de nitrógeno a eliminar que varía según el día, el fenilbutirato ingerido se metaboliza en su totalidad y permite eliminar, en forma de fenilacetilglutamina, una cantidad fija de nitrógeno que sólo depende de la dosis de fenilbutirato absorbida.

Por este motivo debe ajustarse la dosis de fenilbutirato a cada paciente en función de su tolerancia a las proteínas que depende de su capacidad residual de sintetizar urea.
Se ha observado que la capacidad de la persona para sintetizar urea se ve reducida por la administración de fenilbutirato, cuyo metabolismo proporciona una vía de depuración alternativa del nitrógeno y esta capacidad puede restaurarse en caso de necesidad, por ejemplo durante un aumento ocasional de la ración de proteínas.

## Farmacocinética
Se han realizado pruebas en voluntarios sanos, en pacientes con trastornos en el ciclo de la urea y en pacientes con hemoglobinopatías o cirrosis para determinar las concentraciones plasmáticas y urinarias de fenilbutirato y de sus metabolitos fenilacetato y fenilacetilglutamina. 
Se han realizado administraciones únicas o repetidas de fenilbutirato con dosis hasta 20 g/día con los siguientes resultados: fenilbutirato se absorbe rápidamente en ayunas, de modo que a los 15 min de la toma, se detectan valores cuantificables en plasma. La concentración máxima se alcanza tras 1 h de la administración y es del orden de 1 mmol/l. 
Cuando las administraciones se repiten a intervalos de 4-5 h, se observa la alternancia regular de picos entre los que la concentración de fenilbutirato no es detectable. 
No se ha estudiado el efecto de la toma de alimentos sobre la absorción del fármaco. El volumen de distribución de fenilbutirato es de 0,2 l/kg. Las concentraciones plasmáticas cuantificables de fenilbutirato y fenilacetato se detectan a los 30 y 60 min respectivamente tras la administración del fármaco.
La vida media de eliminación del fenilbutirato es de 0,8 h y la de sus metabolitos, de 1,2 para FA y 2,4 para FAG. Cuando las administraciones se repiten a intervalos de 4-5 h, las concentraciones de los 2 metabolitos se mantienen durante horas. En los pacientes con trastornos del ciclo de la urea o con hemoglobinopatías que han recibido varias dosis de fenilbutirato, el fenilacetato no se suele detectar en plasma al finalizar la noche. 
En pacientes con una función hepática alterada, el metabolismo del fenilacetato puede ralentizarse, ya que se observa una acumulación progresiva de este metabolito. La excreción del fármaco se produce a través de la orina, en un 80-100% de la dosis administrada, en forma de fenilacetilglutamina en el espacio de 24 h.

## Tolerancia
Los efectos no deseados observados en los ensayos de tolerancia están relacionados en su gran mayoría con el TCU o con afecciones intercurrentes.
Los efectos no deseados imputables al tratamiento son los siguientes:
- Amenorrea o irregularidad en el ciclo menstrual, en un 23% de las mujeres, debido a un posible efecto del fenilbutirato sobre los fenómenos de proliferación celular del endometrio.

- Disminución del apetito en un 4% de los pacientes.

- Olor corporal provocado probablemente por el fenilacetato en un 3% de los pacientes.

- Mal sabor o asco hacia el producto en un 3% de los pacientes.

- Problemas digestivos (dolor abdominal, náuseas, vómitos) en menos del 2% de los pacientes.

En determinados estudios farmacocinéticos en pacientes con cáncer a los que se ha administrado fenilacetato por vía intravenosa a dosis elevadas, han aparecido signos de neurotoxicidad, rápidamente reversibles para concentraciones plasmáticas de fenilacetato superiores a 3,5 mmol/l, principalmente en forma de somnolencia y sensaciones de vértigo.